# Josef Preindl
Josef Preindl (* 27. Oktober 1921 in Hall in Tirol; † 3. November 1972 in Innsbruck, Tirol) war ein österreichischer Politiker (ÖVP).

## Leben
Josef Preindl wuchs in Solbad Hall, wie Hall in Tirol bis zum Jahr 1974 hieß, heran. Hier besuchte er nach der Volksschule ein humanistisches Gymnasium und erwarb im Jahr 1939 die Matura. 1946 trat er in den Postdienst beim Postamt von Hall ein, in dem er sich auch gewerkschaftlich engagierte. So wurde er nur ein Jahr später, 1947, Vertrauensmann. In dieser Funktion war er jedoch nur bis 1951 tätig.
Danach wurde er zum Obmann des Personalausschusses für den Bereich der Post- und Telegraphendirektion für Tirol und Vorarlberg gewählt.
Innerhalb der ÖVP gehörte Preindl dem Österreichischen Arbeitnehmerinnen- und Arbeitnehmerbund (ÖAAB) an. Innerhalb des ÖAAB übte er die Funktion des Landessektionsobmanns der Post- und Telegraphenbediensteten aus.
Seine kurze politische Karriere begann er im Februar 1972, als er in Wien als Mitglied des Bundesrats vereidigt wurde. Sein Mandat bekleidete er jedoch nur knapp neun Monate, bis zu seinem Tod, im November 1972. Er wurde 51 Jahre alt.